# Chenghua (Ming-Kaiser)

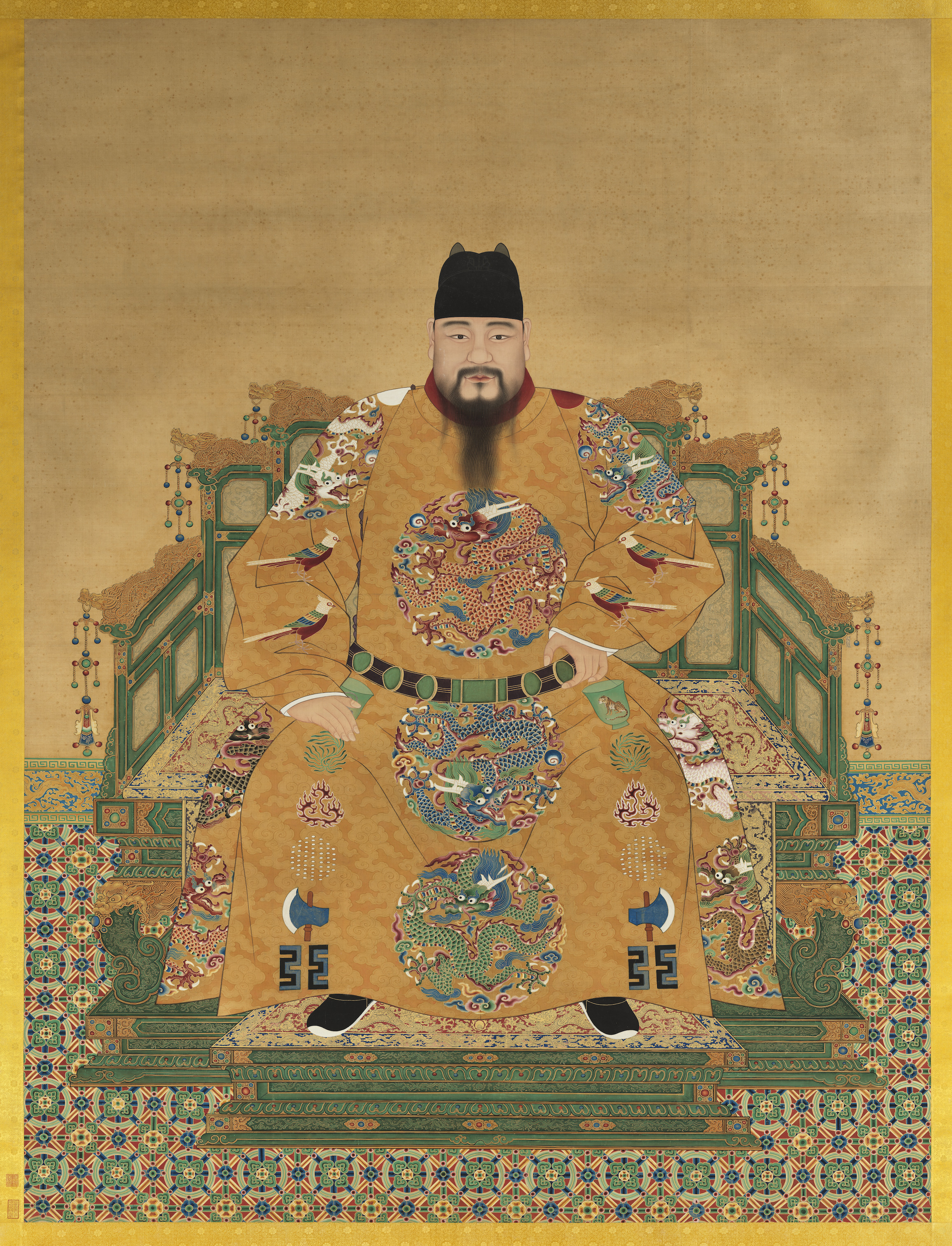
Chenghua

Chenghua 成化 (* 9. Dezember 1447; † 9. September 1487) Geburtsname: Zhu Jianshen 朱見深, Tempelname: Xianzong 憲宗, war der achte chinesische Kaiser der Ming-Dynastie. Er regierte von 1464 bis 1487 über China.
Der Chenghua-Kaiser war der Sohn des Zhengtong-Kaisers und der Kaiserin Zhou. Er war erst zwei Jahre alt, als sein Vater 1449 von den Mongolen verschleppt wurde und als Geisel in der Mongolei verblieb. Nachdem sein Onkel als Kaiser Jingtai die Macht an sich gerissen und seinen Vater unter Hausarrest gestellt hatte, lebte auch Chenghua für nahezu sieben Jahre quasi in Gefangenschaft am Hof. Seine Kronprinzenposition wurde von Jingtai auf dessen Sohn übertragen. Erst als sein Vater den Drachenthron zurückerobert hatte, wurde auch Prinz Zhu Jianshen in seine alte Position wieder eingesetzt.

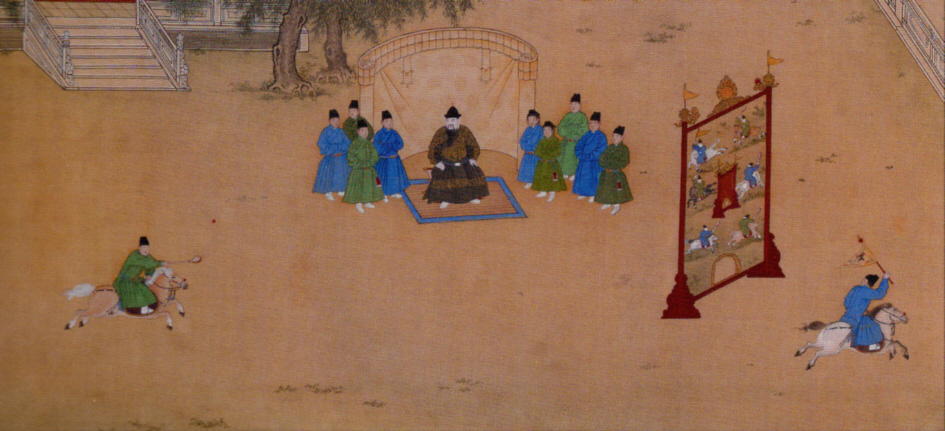
Kaiser Chenghua beobachtet Eunuchen beim Polo-Spiel

Kaiser Chenghua erbte mit 17 Jahren den Thron und unterstand einem Regentschaftsrat von zwölf Regenten, mit deren Hilfe er eine vorbildliche Regierung führte. Er reduzierte die Steuern, schaffte drakonische Strafen ab und organisierte die Armee neu und effizienter. Doch änderte sich dieses Bild zum Ende seiner Regierung. Die politische Macht glitt in die Hände der Eunuchen, insbesondere an den Obereunuchen Wang Zhi. Bauernrevolten brachen immer wieder im Reich aus und wurden rücksichtslos unterdrückt. Chenghua wurde immer autokratischer, und die gesellschaftliche Freiheit wurde durch die Einführung einer neuen Geheimpolizei, des Westlichen Depots (Xichang), erheblich beschnitten. Im Gegensatz zum Geheimdienst des Östlichen Depots überwachte dieses alle öffentlichen Aktivitäten und Reden. Wer in der Bevölkerung diesem Spionageapparat auffiel, musste mit einer Anklage wegen Hochverrats rechnen. Während des gesamten 16. Jahrhunderts sollte das Westliche Depot aktiv bleiben und die Öffentlichkeit überwachen.
Chenghua baute die Chinesische Mauer weiter aus, um so die Grenzen gegen die Mongolen besser überwachen zu können.
Besonders großen Einfluss hatte die Konkubine Wan Guifei auf den Kaiser, der von Natur aus eher willensschwach und unentschlossen war. So konnte die Haremsdame große politische Macht erlangen und auch ihrem Leibeunuchen Liang Fang hohe Ämter zuschanzen. Die Dame Wan bereicherte sich in großem Maßstab, sie verkaufte Ämter und häufte ein enormes Vermögen an. Ihr eigener Sohn mit dem Kaiser starb früh, worauf sie den Herrscher von anderen Palastdamen fernhielt. Als hin und wieder doch Frauen schwanger wurden, brachte sie die Mütter und deren Kinder um. Als wieder eine Konkubine vom Kaiser ein Kind erwartete, schritt Kaiserin Wang ein und versteckte die Konkubine in ihrem Palast. Der daraufhin geborene Sohn wurde von ihr gut versteckt. Als Chenghua fünf Jahre später äußerte, wie unglücklich er sei, dass er keinen Erben hätte, offenbarte ihm seine Kaiserin den Prinzen Zhu Yutang, der dann unverzüglich zum Kronprinzen ernannt wurde. Die Dame Wan war erbost über diese List und ließ die Mutter des Jungen umbringen, woraufhin Wan zunehmend in Ungnade fiel.
Chenghua liebte Musik und Theater, er gilt als großer Meister der Kalligraphie, begabter Maler und Kenner der Porzellan-Kunst. Das Chenghua-Porzellan gehört zum schönsten Porzellan der chinesischen Kunstgeschichte. Der Chenghua-Kaiser starb 1487 nach 23 Jahren auf dem Thron.